# Woskodawińce
Woskodawińce (ukr. Воскодавинці) – wieś na Ukrainie w rejonie koziatyńskim obwodu winnickiego.